# Nelson Moraïs
Nelson Moraïs (Hemiksem, 14 juli 1983) is een Vlaamse acteur en zanger.

## Biografie
Nelson Moraïs komt uit een muzikale familie. Zijn vader zingt en speelt piano en zijn zus, Elsie Moraïs, zingt ook. Zij nam deel aan Eurosong 2004 , waar Nelson ook op het podium stond als achtergrondzanger.
Nelson was te zien als Aran in het 3de seizoen van 16+, en is te zien in Eurosong 2008 met When I Can't Find Love. Hij heeft het lied zelf geschreven en begeleidt het met de piano. Hij zong al eerder in de provincieshow 2007 en samen met Bart Peeters als ode aan Clouseau.
Naast Nederlands spreekt Nelson ook Frans, Engels, Duits, Spaans, Portugees en Kaapverdisch.

## Discografie

### Singles
| Single met eventuele hitnotering(en) in de Nederlandse Top 40 | Datum van verschijnen | Datum van binnenkomst | Hoogste positie | Aantal weken | Opmerkingen                                                           |
| ------------------------------------------------------------- | --------------------- | --------------------- | --------------- | ------------ | --------------------------------------------------------------------- |
| Love me                                                       | 08-05-2009            | -                     |                 |              | als Nelson / met Daniel Bovie & Roy Rox / Nr. 76 in de Single Top 100 |
| She's gone                                                    | 17-05-2010            | 02-10-2010            | tip7            | -            | als Nelson / Nr. 34 in de Single Top 100                              |

| Single met hitnotering(en) in de Vlaamse Ultratop 50 | Datum van verschijnen | Datum van binnenkomst | Hoogste positie | Aantal weken | Opmerkingen                                           |
| ---------------------------------------------------- | --------------------- | --------------------- | --------------- | ------------ | ----------------------------------------------------- |
| When I can't find love                               | 14-03-2008            | 22-03-2008            | 7               | 11           | Nr. 4 in de Radio 2 Top 30                            |
| Love me                                              | 2009                  | 16-05-2009            | 4               | 17           | als Nelson / met Daniel Bovie & Roy Rox               |
| She's gone                                           | 2010                  | 19-06-2010            | 14              | 12           | als Nelson / Nr. 7 in de Radio 2 Top 30               |
| My destiny                                           | 15-11-2010            | 20-11-2010            | tip6            | -            | als Nelson / met Daniel Bovie, Roy Rox & Ricky Rivaro |
| She's so lonely                                      | 07-03-2011            | 26-03-2011            | 30              | 7            | als Nelson                                            |
| Let me be myself                                     | 13-02-2012            | 24-03-2012            | 37              | 4            | als Nelson / Nr. 14 in de Radio 2 Top 30              |
| Popular girl                                         | 2013                  | 18-05-2013            | 32              | 4            | als Nelson                                            |
| Something for the ladies                             | 2013                  | 17-08-2013            | 13              | 4            | als Nelson                                            |
| Wild side                                            | 2014                  | 22-03-2014            | 50              | 1            | als Nelson                                            |